# Liste der Bodendenkmäler im Bischofsgrüner Forst
Auf dieser Seite sind die Bodendenkmäler in dem oberfränkischen gemeindefreien Gebiet Bischofsgrüner Forst zusammengestellt. Diese Tabelle ist eine Teilliste der Liste der Bodendenkmäler in Bayern. Grundlage ist die Bayerische Denkmalliste, die auf Basis des Bayerischen Denkmalschutzgesetzes vom 1. Oktober 1973 erstmals erstellt wurde und seither durch das Bayerische Landesamt für Denkmalpflege geführt wird. Die folgenden Angaben ersetzen nicht die rechtsverbindliche Auskunft der Denkmalschutzbehörde.

| Lage                            | Objekt | Akten-Nr.     | Bild |
| ------------------------------- | --- | ------------- | ---- |
| Bischofsgrüner Forst (Standort) | Wolfsgrube der frühen Neuzeit. | D-4-5936-0085 |      |
| Bischofsgrüner Forst (Standort) | Wolfsgrube der frühen Neuzeit. | D-4-5936-0086 |      |
| Bischofsgrüner Forst (Standort) | Wolfsgrube der frühen Neuzeit. | D-4-5936-0087 |      |
| Bischofsgrüner Forst (Standort) | Wolfsgrube der frühen Neuzeit. | D-4-5936-0088 |      |
| Bischofsgrüner Forst (Standort) | Bergbauareal Heinrichsschlag (Eisenerzabbau) der frühen Neuzeit mit Pingen und Pingenzügen, Stollenanlagen mit Mundlöchern sowie zugehörigen Halden. | D-4-5937-0060 |      |